# Intel Atom
Intel Atom — линейка микропроцессоров архитектур x86 и x86-64, отличающихся низким энергопотреблением. Выпускаются компанией Intel. Изготавливаются по 45-нм КМОП-технологии, с конца 2011 года - по 32-нм техпроцессу, с 2013 - по 22-нм технологии, с 2014 - по 14-нм технологии. C 2022 по 10-нм технологии. С 2023 замещены Intel N.
В 2012 году Intel представила семейство процессоров Atom в новом формате, система на чипе (SoC). Платформа предназначена для коммуникаторов и планшетных компьютеров. Также компания Google 13 сентября 2011 предложила партнерство для обеспечения поддержки мобильной операционной системой Android совместимости с процессорной архитектурой Intel x86.
Процессоры Intel Atom имеют широкий спектр применения: в нетбуках, неттопах, планшетах, коммуникаторах и других портативных устройствах, для которых важно малое потребление энергии. Специальные серии процессоров Intel Atom применяются в SMB-секторе, на производстве, в компьютерах различного вида транспорта (М2М), бытовой электроники и встраиваемых систем.

## История
До анонса этого процессора ходили слухи, что Silverthorne разрабатывается как ответ Intel на микропроцессор AMD Geode, используемый в проекте OLPC (One Laptop Per Child), а также для других целей, где требуется недорогой микропроцессор с архитектурой x86 и низким энергопотреблением.
15 октября 2007 года Intel анонсировала новый процессор для мобильных применений, в частности, для устройств типа OLPC — Diamondville.

## Архитектура
Intel Atom является CISC-процессором с архитектурой x86. 
Intel Atom может исполнять до двух инструкций за такт (за счет использования u- и v-конвейеров).

### Поколения
- Intel Bonnell (45 нм;  2011-х-2013 гг.)
- Intel Saltwell (32 нм;  2012-2013 гг.)
- Intel Silvermont (22 нм; с 2013 гг.)
- Intel Cherry Trail (14 нм; с 2015 г.)

### Производительность
Распространено мнение, что производительность одноядерного процессора Atom составляет примерно половину от эквивалентного Pentium M. Например, 1,6-ГГц Atom, применяемый во многих современных нетбуках (Asus Eee PC и др.), обеспечивает производительность 3300 MIPS и 2,1 GFLOPS в стандартных тестах против 7400 MIPS и 3,9 GFLOPS у Pentium M 740 (1,73 ГГц).
Опубликовано мнение, что система на двухъядерном Atom N330 и система на двухъядерном Core Duo 2300 (1,66 ГГц) схожи по производительности. Хотя, например, результаты более авторитетного исследования говорят, что по скорости Atom 330 сопоставим лишь с Intel Celeron M 520.

## Применение
Существует мнение, что имея два виртуальных ядра, CISC-архитектура меньше подходит для реализации процессоров мобильных устройств (где и находят основное применение данные процессоры), нежели RISC (например, процессоры ARM, основанные на архитектуре RISC, широко применяются в современных мобильных устройствах).
В настоящее время платформа Atom имеет достаточно низкое энергопотребление для применения её в смартфонах и планшетах и даже более низкое в сравнении с аналогичными по производительности ARM-процессорами, конкурирующими в этом сегменте мобильной электроники. А меньшая популярность SoC на платформе Atom продиктована не энергопотреблением и ценой, а малой адаптированностью софта к архитектуре x86.

## Процессоры Intel Atom
Номенклатура процессоров Intel® Atom™ составлена трехразрядной числовой последовательностью с однобуквенным префиксом. Процессоры для нетбуков имеют префикс N, в то время как префикс Z указывает, что данный процессор предназначен для MID-устройств.
| Процессоры Intel Atom                                               | Процессоры Intel Atom                                                  | Процессоры Intel Atom                                               | Процессоры Intel Atom                                               | Процессоры Intel Atom                                               | Процессоры Intel Atom                                               | Процессоры Intel Atom                                               | Процессоры Intel Atom                                               | Процессоры Intel Atom                                               | Процессоры Intel Atom                                               |
| Серия                                                               | Процессоры серии                                                       | техпроцесс, нм                                                      | Ядер                                                                | Встроенная графика                                                  | FSB, МГц                                                            | Частота ядра, ГГц                                                   | Кэш L2, Кб                                                          | Разрядность, бит                                                    | TDP (max), Вт                                                       |
| Мобильное интернет-устройство (MID) / Ультрамобильные ПК (Ноутбуки) | Мобильное интернет-устройство (MID) / Ультрамобильные ПК (Ноутбуки)    | Мобильное интернет-устройство (MID) / Ультрамобильные ПК (Ноутбуки) | Мобильное интернет-устройство (MID) / Ультрамобильные ПК (Ноутбуки) | Мобильное интернет-устройство (MID) / Ультрамобильные ПК (Ноутбуки) | Мобильное интернет-устройство (MID) / Ультрамобильные ПК (Ноутбуки) | Мобильное интернет-устройство (MID) / Ультрамобильные ПК (Ноутбуки) | Мобильное интернет-устройство (MID) / Ультрамобильные ПК (Ноутбуки) | Мобильное интернет-устройство (MID) / Ультрамобильные ПК (Ноутбуки) | Мобильное интернет-устройство (MID) / Ультрамобильные ПК (Ноутбуки) |
| ------------------------------------------------------------------- | ---------------------------------------------------------------------- | ------------------------------------------------------------------- | ------------------------------------------------------------------- | ------------------------------------------------------------------- | ------------------------------------------------------------------- | ------------------------------------------------------------------- | ------------------------------------------------------------------- | ------------------------------------------------------------------- | ------------------------------------------------------------------- |
| Z5xx (Silverthorne)                                                 | Z500, Z510P, Z510PT, Z515, Z520, Z520PT, Z530, Z530P, Z540, Z550, Z560 | 45                                                                  | 1                                                                   | Нет                                                                 | 400…533                                                             | 0,800…2,13                                                          | 512                                                                 | 32                                                                  | 0,65…2,5                                                            |
| Z6xx (Lincroft)                                                     | Z625, Z670                                                             | 45                                                                  | 1                                                                   | GMA 600                                                             | 400…533                                                             | 1,50                                                                | 512                                                                 | 32                                                                  | 1…2,2                                                               |
| Z2xx (Saltwell)                                                     | Z200                                                                   | 32                                                                  | 1,2                                                                 | PowerVR SGX 540, 545, 544                                           | -                                                                   | 1,2-2                                                               | 512                                                                 | 32                                                                  | -                                                                   |
| Z3xx (Silvermont)                                                   | Z300                                                                   | 22                                                                  | 4                                                                   | Intel Gen 7                                                         | -                                                                   | 2,1-2,4                                                             | 1024-2048                                                           | 32-64                                                               | -                                                                   |
| Z4xx (Airmont)                                                      | Z400                                                                   | 14                                                                  | 4                                                                   | Intel Gen 8                                                         | -                                                                   | 2,7                                                                 | -                                                                   | 32-64                                                               | -                                                                   |
| Z5xx (Goldmont)                                                     | Z500                                                                   | 14                                                                  | 4                                                                   | Intel Gen 9                                                         | -                                                                   | -                                                                   | -                                                                   | 32-64                                                               | -                                                                   |
| Нетбук / Неттоп                                                     |                                                                        |                                                                     |                                                                     |                                                                     |                                                                     |                                                                     |                                                                     |                                                                     |                                                                     |
| 2xx (Diamondville)                                                  | 230                                                                    | 45                                                                  | 1                                                                   | Нет                                                                 | 533                                                                 | 1,60                                                                | 512                                                                 | 64                                                                  | 4                                                                   |
| 3xx (Diamondville)                                                  | 330                                                                    | 45                                                                  | 2                                                                   | Нет                                                                 | 533                                                                 | 1,60                                                                | 1024                                                                | 64                                                                  | 8                                                                   |
| N2xx (Diamondville)                                                 | N270, N280                                                             | 45                                                                  | 1                                                                   | Нет                                                                 | 533…667                                                             | 1,60…1,66                                                           | 512                                                                 | 32                                                                  | 2,5                                                                 |
| D4xx (Pine Trail-D )                                                | D410, D425                                                             | 45                                                                  | 1                                                                   | GMA 3150                                                            | DMI 2.5GT/s                                                         | 1,66…1,80                                                           | 512                                                                 | 64                                                                  | 10                                                                  |
| N4xx (Pine Trail-M)                                                 | N435, N450, N455, N470, N475                                           | 45                                                                  | 1                                                                   | GMA 3150                                                            | DMI 2.5GT/s                                                         | 1,33…1,83                                                           | 512                                                                 | 64                                                                  | 5-6,5                                                               |
| D5xx (Pine Trail-D )                                                | D510, D525                                                             | 45                                                                  | 2                                                                   | GMA 3150                                                            | DMI 2.5GT/s                                                         | 1,66…1,80                                                           | 1024                                                                | 64                                                                  | 13                                                                  |
| N5xx (Pine Trail-M)                                                 | N550, N570                                                             | 45                                                                  | 2                                                                   | GMA 3150                                                            | DMI 2.5GT/s                                                         | 1,5…1,66                                                            | 1024                                                                | 64                                                                  | 8,5                                                                 |
| E6xx                                                                | E620, E620T, E640, E640T, E660, E660T, E680, E680T                     | 45                                                                  | 1                                                                   | GMA 600                                                             | DMI 2.5GT/s                                                         | 0,6…1,6                                                             | 512                                                                 | 32                                                                  | 3,3…4,5                                                             |
| D2xxx (Cedarview-D)                                                 | D2500, D2550, D2700                                                    | 32                                                                  | 2                                                                   | GMA 3600/3650                                                       | DMI 2.5GT/s                                                         | 1,87…2,13                                                           | 1024                                                                | 64                                                                  | 10                                                                  |
| N2xxx (Cedarview-M)                                                 | N2600, N2800                                                           | 32                                                                  | 2-4                                                                 | GMA 3600/3650                                                       | DMI 2.5GT/s                                                         | 1,60…1,87                                                           | 1024                                                                | 64                                                                  | 3,5…6,5                                                             |
| (Valleyview)                                                        | не объявлены                                                           | 22                                                                  | 1-4                                                                 | Intel Gen7                                                          | DMI 2.5GT/s                                                         | 1,20…2,40                                                           | 2048                                                                | 64                                                                  | 3,5…6,5                                                             |

## Чипсеты для Intel Atom
Чипсет 945GSE является первым, специально разработанным для первых процессоров Intel Atom с кодовым названием Diamondville. Дальнейшее развитие чипсетов было попыткой производителя Intel максимально сократить их количество на материнской плате, от двух до одного, впоследствии чего был выпущен тип SCH (System Controller Hub) для Silverthorne. В 2010 году наступила новая эра в процессоростроении (стратегия Тик-так), которая также повлияла на дальнейшую разработку Intel Atom, то[что?] использовали чипсеты следующего типа — PCH (Platform Controller Hub). Ниже приведена таблица чипсетов данного типа (NM10 — для Pineview, EG20T — для Tunnel Creek и Stellarton, SM35 — для Lincroft):
| Чипсет | Дата выхода | Шина                 | Шина                            | USB | Поддержка накопителей | Поддержка накопителей | Поддержка встроенных технологий      | TDP     |
| Чипсет | Дата выхода | Основные             | Периферийные                    | 2.0 | Интерфейсы            | RAID                  | Поддержка встроенных технологий      | TDP     |
| ------ | ----------- | -------------------- | ------------------------------- | --- | --------------------- | --------------------- | ------------------------------------ | ------- |
| NM10   | 2009/12     | DMI (2 Гбайт/с)      | 4 PCI-Express x1 1.0а 2 PCI 2.3 | 8   | 2 SATA 2.0 (3 Гбит/с) | Нет                   | Intel® GbE, Intel® HDA, Intel® AC’97 | 2,1 Вт  |
| EG20T  | 2010/9      | PCI-Express x1 1.1 1 | Нет                             | 6   | 2 SATA 2.0 (3 Гбит/с) | Нет                   | Intel® GbE                           | 1,55 Вт |
| SM35   | 2011/4      | DMI (2 Гбайт/с)      | Нет                             | 4   | 1 SATA 2.0 (3 Гбит/с) | Нет                   | Intel® FDI2, Intel® HDA              | 0,75 Вт |

- Кодовые имена: Tiger Point (NM10), Topcliff (EG20T), Whitney Point (SM35).
- 1 Чипсет EG20T подключается к процессору через шину PCI Express x1, а не стандартную DMI для большинства PCH-типовых.
- 2 Поддержка следующих интерфейсов передачи видеосигнала: HDMI.

Серия процессоров Intel Atom с кодовым названием Cedarview была последней, которая использовала чипсет (тот же, что и у Pineview — NM10). Следующие поколения процессоров Intel Atom, начиная с Penwell, уже включали в себя необходимый набор логики и контроллеров (система на кристалле), поэтому необходимость в дополнительных чипсетах для них отпала.

## Документация
- Intel® NM10 Express Chipset Datasheet
- Intel® Platform Controller Hub EG20T Datasheet
- Intel® SM35 Express Chipset Datasheet
- Intel® Atom™ Processor Z670 with Intel SM35 Express Chipset Development Kit User Guide